# Иванов, Алексей Петрович (контр-адмирал)
Алексей Петрович Иванов (18 февраля 1908, Серпухов, Московская губерния — 23 января 1977, Ленинград) - советский морской офицер, контр-адмирал (3.11.1951). Участник Великой Отечественной войны на Чёрном море. Участник обороны Севастополя. Командовал соединениями тральных сил Черноморского флота. Руководил послевоенным тралением Чёрного моря.

## Биография
Родился 18 февраля 1908 года в Серпухове. В РККФ с 1932 года. Окончил ВМУ им. М. В. Фрунзе (6.1932-6.1936).
Командир БЧ-3 БТЩ «Трал» (6.1936-2.1938), командир БТЩ «Искатель» (2.1938-5.1939). Исполняющий должность начальника штаба бригады БТЩ (5-9.1939). Командир дивизиона судов ОВР (9.1939-3.1940). Командир 1-го дивизиона БТЩ Главной базы Черноморского флота с марта 1940 года.
В Великую Отечественную войну вступил в прежней должности. На его подразделение легла задача по борьбе с магнитными минами выставленными немецкой авиацией в Севастопольской бухте. В распоряжении Военного совета флота (9.1942-7.1943), дублер командира 1-го дивизиона БТЩ бригады траления и заграждения (7—8.1943). Из характеристики 1943 года: «Был активным участником обороны Севастополя. Руководил тралением Главной базы ЧФ по фарватерам. Руководил группой БТЩ при набеговой операции на Алушту. Был старшим командиром по обороне с моря Стрелецкой бухты и неоднократно в тяжелых условиях под бомбежкой неприятельской авиации и при обстреле, принимал подводные лодки и БТЩ в бухту, обеспечивая им вход и выход, награжден за оборону Севастополя орденом Красного Знамени... Хорошо знает службу».
Старший морской начальник Сухуми (8.1943-6.1944).  Командир 3-й бригады траления (6.1944-3.1945).
Для решения задач траления командир Одесской военно-морской базы располагал 3-й бригадой траления (командир капитан 2-го ранга А. П. Иванов, а с 16 марта 1945 года — капитан 2-го ранга А. М. Ратнер) и 17-м дивизионом катерных тральщиков (командир старший лейтенант Н. М. Сотников).
Командир 1-й бригады траления  (7.1945-5.1947).
План траления севастопольских бухт был утвержден Военным Советом ЧФ, а начальник штаба ЧФ издал боевые директивы за № ОП-00423 (апрель 1944 г.) и ОП-0054303 (май 1944 г.), где определялся срок окончания тральных работ 1 ноября 1944 года. Задачи по разминированию возлагались на 1-ю бригаду траления ЧФ, которой следовало провести полный комплекс тральных работ, несмотря на то, что отсутствовали данные о минных постановках противника (порт Севастополь, подходные фарватеры, бухты Карантинная, Стрелецкая и Балаклавская). После окончания работ Эскадра ЧФ вошла в Севастополь. Борьба с оторвавшимися в штормы минами велась на протяжение нескольких лет.
В распоряжении командующего флотом (3-7.1945), Управления кадров ВМС Черноморского флота (5-6.1947). Из наградного листа (1946): «Будучи командиром 3-й бригады траления тов. Иванов протралил подходы к Сулину и Констанце, что дало возможность захода нашим кораблям в эти порты. За все время своей деятельности корабли капитана 2-го ранга Иванова эвакуировали из Одессы и Севастополя несколько тысяч бойцов и офицеров».
Командир ОВР Главной базы Черноморского флота (6.1947-11.1948; 10.1949-9.1950). Закончил АКОС при ВМА им. К. Е. Ворошилова (11.1948-10.1949). Командир 24-й дивизии ОВР (9.1950-11.1953) Черноморского флота. Учился на военно-морском факультете ВВА им. К. Е. Ворошилова (12.1953-5.1954), отчислен по состоянию здоровья.
В распоряжении Главнокомандующего ВМС (5.1954-5.1955). Начальник 6-го отдела, он же начальник спецподготовки (5-6.1955). Главный специалист по ПАЗ (6-9.1955) Управления боевой подготовки Главного штаба ВМФ. 
Заместитель начальника Черноморского ВВМУ им. П. С. Нахимова по УНР (9.1955-8.1956), ВВМУ инженеров оружия по УНР (8.1956-5.1961) в Ленинграде.
С мая 1961 в отставке по болезни. Умер 23 января 1977 года в Ленинграде. Похоронен на Южном кладбище.

## Награды
- орден Красного Знамени (2.08.1942),
- медаль «За оборону Одессы» (22.12.1942),
- медаль «За оборону Севастополя» (22.12.1942),
- медаль «За оборону Кавказа» (1.05.1944),
- орден Отечественной войны I степени (6.08.1944),
- медаль «За боевые заслуги» (3.11.1944)
- орден Красного Знамени (25.12.1944),
- медаль «За победу над Германией в Великой Отечественной войне 1941–1945 гг.» (9.05.1945),
- орден Нахимова II степени (16.01.1946),
- орден Красной Звезды (6.11.1947),
- орден Красного Знамени (26.02.1953),
- именное оружие (1958),
- юбилейные медали[1][2].

## Семья
- сын - Иванов Генрих Алексеевич (1928–1953), офицер ВМФ СССР[2].